# 莫哈末·沙里·马里肯
莫哈末·沙里·马里肯（英語：Mohamed Salleh Marican，1949年—），第二房地產有限公司創辦人及總裁。

## 生平
在国民服役退伍後，便在新加坡半岛购物中心开了家裁缝店，名為「M.沙里」。但由生意欠佳，於是出售給朋友。之後在1975年創立第二房地產有限公司，其後開拓成衣製造，名為「Second Chance」。但隨著受到Pierre Cardin、金利來來到新加坡開店，於是關閉欠佳分店。到了1992年，開拓馬來西亞業務。
到了1997年1月24日，他把創立公司在新加坡交易所上市，到了1999年，他才開拓房地產業務。

## 連結
- 会抓商机 裁缝成房产大亨 聯合早報網 （页面存档备份，存于）